# Littérature maghrébine francophone
La littérature maghrébine francophone est la littérature d'expression française née pendant la colonisation française dans les pays du Maghreb, en Algérie, au Maroc et en Tunisie, avec des efforts de francisation surtout scolaire. Si ses problématiques et ses enjeux s'inspirent du contexte colonial dans la première moitié du XXe siècle, avec une évolution de l’exotisme vers des textes anticoloniaux, elle prend véritablement son essor avec les indépendances. Travaillée par les tensions sociales et politiques qui traversent les trois pays, la littérature maghrébine d'expression française se trouve notamment portée pendant toute la seconde moitié du XXe siècle à interroger les thèmes du pouvoir autoritaire, de l'identité déchirée, de l'immigration ou encore du fanatisme religieux et du conflit entre la modernité et la tradition. Au nombre des écrivains consacrés par la critique et le lectorat, se trouvent  notamment Kateb Yacine, Tahar Ben Jelloun, Assia Djebar, Abdellatif Laâbi ou Albert Memmi.

## Jalons et perspectives

### Naissance dans un contexte colonial

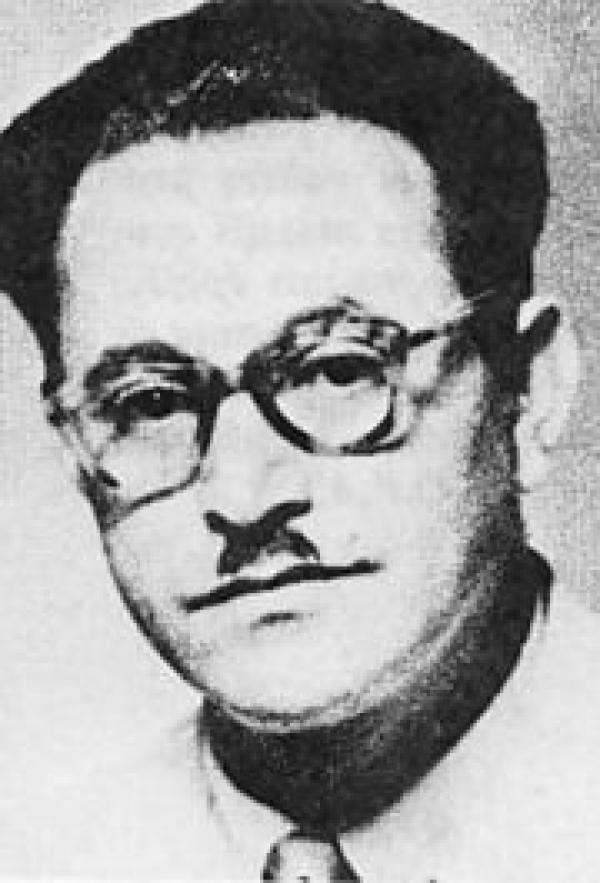
Dépeignant la société kabyle, La terre et le sang (1953) de Mouloud Feraoun a longtemps été réduit à un roman ethnographique marqué par l'héritage littéraire français par son aspect descriptif.

L'émergence de la littérature maghrébine d'expression française s'inscrit dans le contexte des politiques linguistiques de l'autorité coloniale. La relation entre cette langue et le choix de l'employer dans une perspective littéraire a été source de débats pour les écrivains, comme Kateb Yacine qui la considère comme un « butin de guerre »  et Rachid Boudjedra qui écrit ses œuvres en arabe après avoir commencé sa carrière dans la langue de Molière.
Les fictions du début du XXe siècle sont marquées par une tendance à l’exotisme, au pittoresque et à une présentation plutôt bienveillante de l'assimilation culturelle, comme l'illustre Ali, oh mon frère, roman-feuilleton de Zeid Ben Dieb publié en 1893 sous le pseudonyme d'Omar Samar. Néanmoins, si l'aspect folklorique de cette littérature ne s'attaque pas frontalement au récit colonial, elle manifeste parfois un déchirement d'identité. L'écrivain Mahmoud Aslan (1902-1971?) explore ainsi le thème de la conscience malheureuse, par exemple en 1940 dans Les yeux noirs de Leïla, où le protagoniste Naguib se révèle incapable de choisir entre ses origines et l'Occident. L’émergence d'une littérature indigène, même coupée des masses populaires et articulée à l'agenda colonial, contribue néanmoins à l'affirmation d'écrivains singuliers dans un contexte qui tendait à gommer les individualités et l'autonomie créatrice au sein des peuples colonisés.

### Marche vers l'indépendance (1945-1962)
La montée en puissance des mouvements nationalistes s'accompagne des remises en cause partielles ou complètes du colonialisme. La veine anticolonialiste dans les romans de l’Empire colonial français s'affirme à la fin de la Seconde Guerre mondiale et dans les années 1950, au Maghreb comme dans le reste de l'Afrique subsaharienne. La guerre d'Algérie incite particulièrement les écrivains à s'engager. Ainsi, Djamel Amrani témoigne de la torture en 1960 dans un récit autobiographique et le conflit parcourt par la suite sa création poétique. Henri Kréa utilise la figure de Jugurtha pour camper la figure du résistant dans sa pièce de théâtre Le séisme. La parution de Nedjma en 1956, de Kateb Yacine, est l'un des romans phare de la période, tant pour ses caractéristiques stylistiques que pour sa portée historique.
La portée critique de ces œuvres s'étend à d'autres réalités sociales, comme le poids de la tutelle paternelle dénoncé par Driss Chraïbi, la survivance des superstitions et de coutumes jugées archaïques par Mouloud Mammeri ou les inégalités sociales décrites par Mohammed Dib.

### Indépendance, contestations et désillusions
Après la décolonisation, la tonalité vindicative de la littérature maghrébine s'élargit à la critique des régimes en place et à la description des pesanteurs sociales qui traversent ces trois pays. Le désenchantement, l'amertume et le refus de l'héroïsation sont prégnants dans les créations des années 1970.
Les écrivains, adeptes de formes plus éclatées, cultivent une inclination à la transgression ou à des revendications désormais détachées du contexte colonial. L'Algérien Nabile Farès et le Marocain Mohammed Khaïr-Eddine montrent ainsi respectivement l'importance de la culture berbère et l'hypocrisie de la monarchie, à rebours d'une vision lisse et unificatrice des sociétés promues par les discours nationalistes.
Le caractère subversif de l'écriture se manifeste également par la profusion d'anti-héros, de marginaux et d'inadaptés. Le spectre de la folie sert ainsi de miroir à une société en crise ou engluée par son conformisme dans L'insolation de Rachid Boudjedra, paru en 1971, ou Moha le fou, Moha le sage de Tahar Ben Jelloun en 1978, dans lequel le narrateur évoque une ville rongée par la misère et la corruption. La vie des déshérités à l'époque contemporaine est un trait saillant de l'écriture de ce dernier, qui aborde le racisme dans Les raisins de la galère en 1996 ou le confinement de la femme dans Harrouda, en 1973. L'errance et l'évocation du passé traversent bien d'autres recueils, comme Safari au sud d'une mémoire de Nourreddine Bousfiha ou D'un soleil réticent, de Zaghloul Morsy, tous deux publiés en 1980.

### Années noires, diaspora et modernité

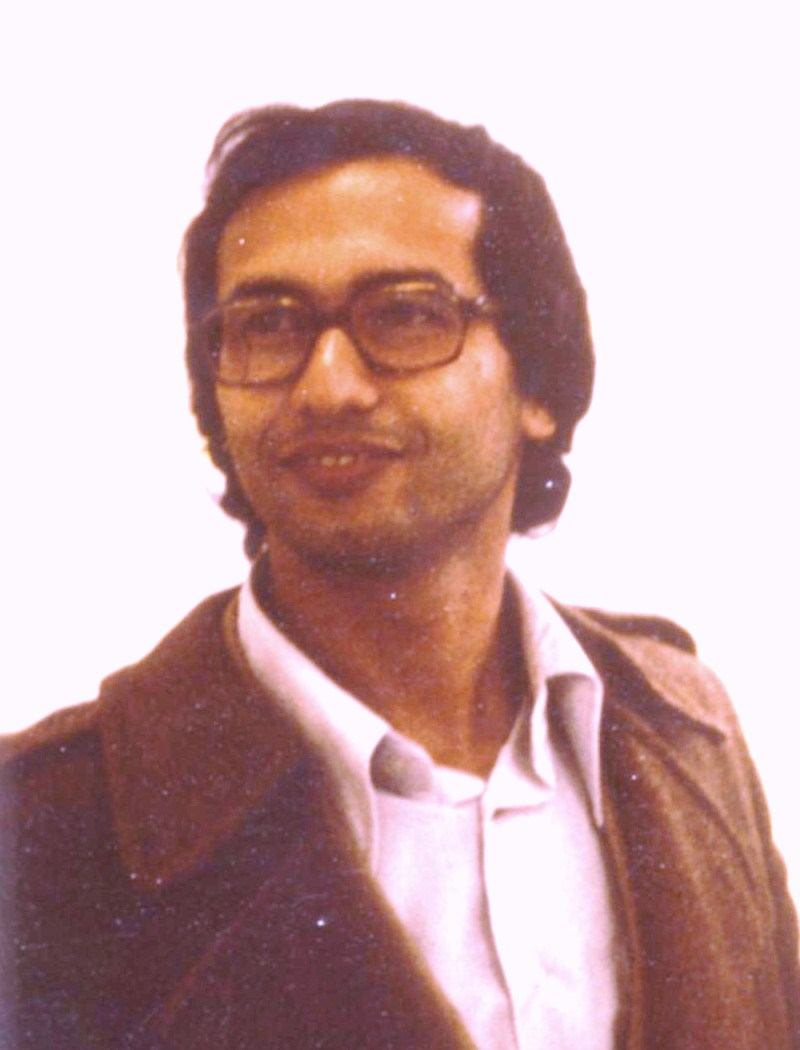
Assassiné en 1993, Tahar Djaout appartient au groupe des intellectuels francophones sécularistes

Les années 1990 voient la montée de l'intégrisme islamique. La guerre civile algérienne incite les écrivains algériens à renouveler leurs préoccupations, comme Tahar Djaout ou Rachid Mimouni, tandis que de nouvelles plumes s'affirment pour dénoncer l'intolérance et le fanatisme, tels que Yasmina Khadra ou Malika Mokeddem. 
Les crimes terroristes sont par exemple le thème central du recueil de nouvelles et de récits Oran, langue morte d'Assia Djebar (1936-2015), ou de plusieurs romans de Yasmina Khadra comme Les Agneaux du seigneur en 1998. 
L'arbitraire et le fonctionnement mafieux du pouvoir restent des cibles privilégiées, mêlées parfois à la condamnation de la violence religieuse, comme en témoignent Les sens interdits de Mourad Djebel ou Rose d'abîme d'Aïssa Khelladi.
La condition de l'émigré ou de l'exil sont également des axes majeurs de la littérature maghrébine. La solitude du travailleur immigré et la dureté de ses conditions de vie sont ainsi décrites dans La dernière impression de Malek Haddad (1927-1978) qui évoque également la guerre, Les boucs de Driss Chraïbi (1926-2007) questionnant le racisme au sein des ouvriers magrébins ou encore Avec tes mains d'Ahmed Kalouaz (1952-), hommage adressé à un père ayant dévoué sa vie au travail.
La relecture du passé ancien, utilisé comme révélateur de la situation contemporaine, relève de la démarche de Chems Nadir (1940-), qui convoque l'âge d'or de la civilisation arabo-musulmane, ou Abdelaziz Belkhofja (1962-) et plus récemment Sami Mokaddem (1982-) se référant au passé de Carthage.

### Affirmation des voix féminines
Des romancières pionnières ont écrit avant la Seconde Guerre mondiale, comme l'Italo-Marocaine Elisa Chimenti, attentive au régionalisme tangérois, ou Djamila Debèche, créatrice du premier journal féministe algérien. Depuis les années 1990, l'image du corps des femmes dans les romans écrits par des romancières tend à moins se focaliser sur l’oppression patriarcale pour questionner le désir ou l'identité sexuelle. Par exemple, Le siècle des sauterelles de Malika Mokeddem, remarqué pour sa reconstitution de la vie nomade dans le désert algérien, brouille ainsi les identités et les assignations sociales, dont celles du genre, tandis que Les nuits de Strasbourg d'Assia Djebar montrent les sentiments et l'attirance de Thelja, jeune algérienne mariée, pour un jeune Français.
Si Taos Amrouche, Assia Djebbar et Fatima Mernissi sont les pionnières de la littérature féminine d’expression française au Maghreb, d’autres, encore plus nombreuses, ont écrit les souffrances, les aspirations et les rêves des femmes à travers des personnages — féminins et masculins — tiraillés entre l’émergence de l’individu en tant qu’entité libre de ses choix et le poids d’une société qui a tendance à dissoudre l’individualité, jusqu’à l’effacer, dans le groupe.

## Par pays

### Algérie
- Écrivains algériens francophones
- Liste chronologique de romanciers et romancières d'Algérie
- « La langue française est le butin de guerre des Algériens. L'usage de la langue française ne signifie pas qu'on soit l'agent d'une puissance étrangère, et j'écris en français pour dire aux Français que je ne suis pas français. » (Kateb Yacine, 1966).

Avant tout début d'aventure française en Algérie (expédition, occupation, accaparation), existent des liens commerciaux et diplomatiques : Compagnie royale d'Afrique (1560-1793). Parmi les auteurs (voyageurs ou résidents) : Guillaume-Thomas Raynal (1713-1796, Histoire philosophique des Établissements dans l’Afrique septentrionale (1826)), Jean Michel de Venture de Paradis (1739-1799, interprète, Alger au XVIIIe siècle), Pierre-Paul Thédénat-Duvent (1758-1830?, Mémoires d'un esclave et ministre d'un bey d'Afrique au 18e siècle).
Au commencement, côté européen, outre le colonialisme, il y a le romantisme et plus particulièrement l' orientalisme littéraire, celui du Divan occidental-oriental (1819-1827, Goethe), et dont le plus évident est la thématique du récit de voyage, vécue par certains, du " voyage en Orient" (Levant comme Couchant, Lamartine, Nerval, Flaubert, Fromentin, Loti, Delaroix, Chassériau, etc.). La campagne d'Égypte (1798-1801) de Bonaparte porte une part de responsabilité dans cet engouement, qui se déploie dans les diverses expositions coloniales.
L'orientalisme en peinture (1820-1910) se constitue surtout, pour la France, autour de la Société des peintres orientalistes français (1893-1948) et de la Société coloniale des artistes français (1908-1946). 
À partir du moment où existe, par la force, une Afrique française, une Afrique française du Nord, avec deux protectorats (Maroc, Tunisie) et plus encore une Algérie française, conquise, annexée (1848), pacifiée (1830-1902), l'orientalisme peut s'établir en Afrique du Nord.
La Villa Abd-el-Tif, à Alger, à la manière de la Villa Médicis (Rome) et de la Casa de Velázquez (Madrid), héberge de 1907 à 1962 de nombreux peintres venus de métropole.
Le pendant littéraire correspond à l'algérianisme, bien après le passage des premiers écrivains voyageurs en Algérie, comme  Théophile Gautier, Eugène Fromentin, Ernest Feydeau ou Guy de Maupassant, les voyages d'aventure exotique, ou les débuts du roman colonial, splendeurs et horreurs confondues. L'algérianisme littéraire (1890-1940) serait une forme de régionalisme, l'invention d'une Algérie française, espoir fantasmé, rêve désespéré, souvenir déchiré, et terreau d'autres douleurs sur les deux rives, pour les rapatriés, les harkis, les déplacés, les immigrés, sur plusieurs générations. Ce discours européen, somme toute suspect, est accompagné à distance par un discours relativement assimilationniste (sans doute minoritaire) de traducteurs, écrivains, intellectuels et journalistes (El Hack, 1893-1894, de Slimane Bengui (en), Omar Samar, Khelil Kaïd Laioun), algériens, francophones.
La génération européenne suivante (1920-1960) porte un autre projet, humaniste, multiculturel, difficile ou impossible, d'une forme de métissage culturel, à peine entamé, déjà sabordé. Parmi eux, Gabriel Audisio, Albert Camus, Jules Roy, René-Jean Clot, Emmanuel Roblès, Jean Pélégri (1920-2003)... 
Les peintres du mouvement pictural nommé École d'Alger (1900-1960) en sont assez proches.
Et cependant, le régime de l'indigénat fonctionne de 1881 à 1946.
Depuis l'indépendance (1962), l'Algérie est un pays plurilingue, majoritairement arabophone.
L'arabe dialectal, appelé localement darja, est la principale langue véhiculaire utilisée par la population. Le tamazight (au sens de berbère algérien standard) et le français sont également répandus : langues en Algérie.
Parmi les multilingues (en Algérie ou hors d'Algérie) et/ou binationaux de la diaspora algérienne, particulièrement en France et en Belgique, certains écrivains privilégient en littérature écrite la langue française : écrivains algériens francophones, dont Boualem Sansal (1949-), Tahar Djaout (1953-).
Parmi les jeunes pousses : Mabrouck Rachedi (1976-), Walid Hajar Rachedi (1981-), Faïza Guène (1985-), Sarah Ghoula...

#### Romans

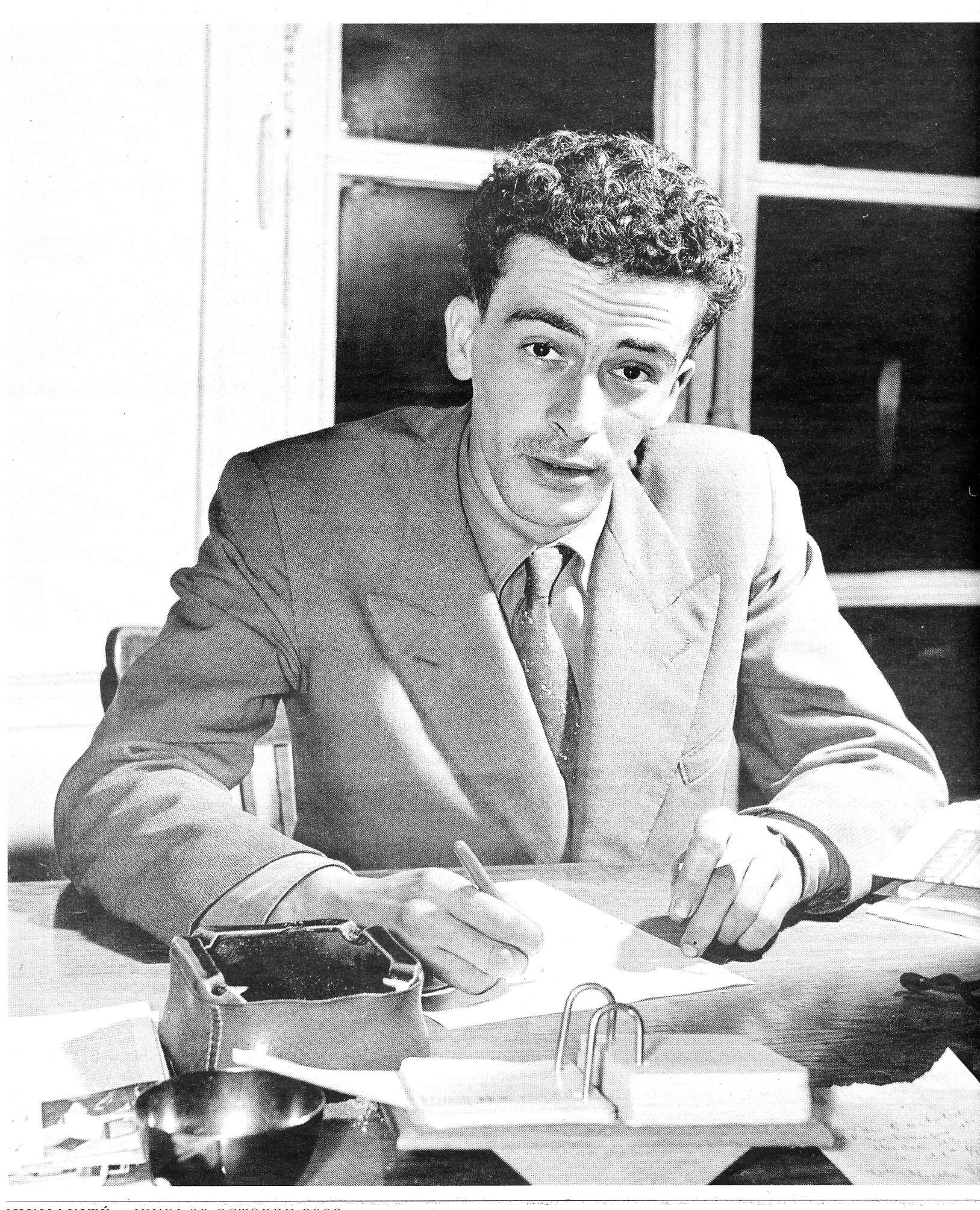
Avec Le polygone étoilé, à la croisée du roman et de la poésie, Kateb Yacine opère une rupture stylistique tout en évoquant un déchirement intime lié au contexte colonial.

De 1920 à 1950, une quinzaine de romanciers et de nouvellistes algériens publient des œuvres en langue française, soit plus de quarante ans après les décrets des années 1880 établissant le système d'enseignement du français en Algérie. À l'exception d'écrivains nationalistes comme Ali El Hammami (1902-1950) et Malek Bennabi (1905-1973), ils tendent à suivre les modèles littéraires de la colonisation. Les écrits romanesques de cette période coloniale, souvent des romans à thèse, manifestent une volonté ambivalente de maintenir son identité tout en exprimant le souhait plus ou moins prononcé d'acculturation . Par exemple, dans Mamoun, l'ébauche d'un idéal (publié en 1928), de Chukri Khodja (1891-1967),, le personnage principal retourne mourir chez les siens après avoir échoué à devenir français, tandis que Rabah Zenati (1877-1952) se livre à l’éloge de l'assimilation dans Bou-el Nouar, le jeune Algérien (1945). Taos Amrouche devient la première romancière algérienne avec Jacinthe noire (1947).
En 1948, le roman nationaliste Idris de Ali El Hammami marque le début d'une littérature engagée contre la colonisation. Dans les années 1950, une littérature combative accompagne un mouvement de résistances qui lui préexiste depuis des années dans les journaux progressistes. Les romanciers abandonnent les motifs folkloriques ou régionalistes pour dénoncer la misère et l'injustice. Mouloud Feraoun (1913-1962) dépeint la pauvreté dans les montagnes de Kabylie et le malaise des jeunes générations, Mohammed Dib (1920-2003) décrit les conditions rurales et l’essor de la contestation sociale.
Les questions politiques n'empêchent pas le roman algérien d'aborder d'autres thèmes et d'évoluer dans la forme, comme Nedjma (1956) de Kateb Yacine (1929-1989), qui offre une rupture sur le plan esthétique. La question de la lutte  et de la libération, tant individuelle que collective, devient cependant prégnante pendant la guerre, comme l'illustrent Kaddour M'Hamsadji (1933-) et Assia Djebar (1936-2015). Sans être exclusive, la littérature guerrière prospère entre les années 1960 et 1980, si bien que Mostefa Lacheraf (1917-2007) ou Mourad Bourboune (1938-) en appellent à des protagonistes moins héroïques et positifs. Des voix contestatrices à l'égard du pouvoir ne tardent pas se faire entendre, comme le montrent La danse du roi (1968) de Mohammed Dib (1920-2003) et La répudiation (1969) de Rachid Boudjedra (1941-), ce dernier par ailleurs hostile à la figure de Kateb Yacine. Si la diversité des sujets ne cesse de s'accroître, un sentiment d'insatisfaction, de déchirement ou d'enfermement est sensible dans les années 1970, comme Tahar Djaout (1954-1993) avec l’Exproprié (1981) ou Jardins de cristal de Nadia Ghalem (1941-).
La création de romans et de nouvelles s'accélère dans les années 1980. Les écrivains expriment leur amertume ou leur colère à l'égard du parti unique, des fonctionnaires et de la nouvelle bourgeoisie. Rachid Mimouni (1945-1995) décrit le paroxysme de la corruption dans Tombéza (1984) ; Mohammed Kacimi El Hassani (1955-) tourne en dérision les personnages officiels dans Le mouchoir (1987).

#### Poésie
En 1910, Sidi Kassem publie le premier recueil de poèmes algérien en langue française avec Les chants du Nadir, empreint d'un exotisme conventionnel. Avec Cendres et Étoile secrète, Jean Amrouche initie une autre démarche, plus spirituelle et personnelle. Les prises de position politiques s'accentuent pendant la Seconde Guerre mondiale. Mohammed Bekhoucha évoque la manifestation réprimée du 8 mai 1945 dans un recueil de Poèmes libres, en 1946. De nombreux poètes prennent part à la guerre d'indépendance, comme Malek Haddad  et Mohammed Dib.
Après la guerre, s'illustrent des poètes comme Jean Sénac (1926-1973), signe d'une génération qui aspire à ne pas se contenter de chanter la révolution. À l'exception de ceux qui suivent la ligne officielle du régime, les poètes tendent à étouffer sous le poids de la censure même s'il existe bien entendu des exceptions, comme les calembours d'Abderrahmane Lounès dans Poèmes à coups de poing et à coups de pied (1981) .

#### Théâtre
Si le théâtre algérien est dynamique depuis le début du XXe siècle avec notamment la figure de Rachid Ksentini (1887-1944), l'art dramaturgique en français prend son essor en Algérie avec la guerre. Mustapha Kateb (1920-1989), qui a contribué à libérer le théâtre du chant et de la danse, fonde la Compagnie  nationale  des  arts du FLN, qui joue des pièces en langue française à Tunis. Un théâtre de combat répond à l’urgence de la situation, comme l'illustrent Le séisme de Henri Kréa en 1958 , Naissances et L'olivier de Mohamed Boudia. Inspiré par Bertolt Brecht, Kateb Yacine renouvelle le théâtre politique en n'hésitant pas à y inclure une dimension poétique avec la collaboration de l'acteur Jean-Marie Serreau, par exemple avec Cadavre encerclé joué en 1958, ou Les ancêtres redoublent de férocité, jouée bien après sa rédaction à l'occasion de l'inauguration de la Salle Gémier du Théâtre national populaire en 1967.

### Maroc
- Écrivains marocains francophones

#### Romans
L'instauration du protectorat (1912-1956) encourage une partie des élites désireuses de conserver des privilèges à inscrire leurs enfants dans les écoles françaises et y apprendre le français. Abdelkader Chatt (1904-1992), sous le pseudonyme de Benazous Chatt, joue un rôle pionnier avec les Mosaïques ternies en 1932, dans lequel une Anglaise éprise d'un Marocain se convertit à l'islam dans un décor évoquant les coutumes traditionnelles du pays. Deux écrivains notables apparaissent dans les années 1950 : Ahmed Sefrioui (1915-2004), à l'écriture spirituelle et autobiographique, et Driss Chraïbi (1926-2007), dont l'œuvre exprime a contrario un sentiment de révolte contre la bigoterie et la bourgeoisie.
Après une période infertile vécue parfois comme une criste intellectuelle, la revue Souffles (1966-1972), fondée par Abdellatif Laâbi, est à l'origine d'un renouveau de la création littéraire. En 1969, il appelle dans le quinzième numéro du périodique à se déprendre du mimétisme et de la solution de l’exil pour les écrivains du Maghreb . Évoquant ce traumatisme post-colonial, dans La Mémoire tatouée (1971), Abdelkébir Khatibi (1938-2009) évoque ainsi les blessures laissées par la société coloniale à la manière d'un roman initiatique.
Dans les années 1970, Tahar Ben Jelloun (1947-) entame une œuvre où la question de la sexualité, de l'identité et de la quête de soi prennent une place importante. La décennie suivante voit mis en lumière les textes de Edmond Amran El Maleh (1917-2010), dont l'humanisme est imprégné de spiritualité juive, et Abdelhak Serhane (1950-) évoque la maltraitance infantile.
Parmi les jeunes pousses : Fouad Laroui (1958-), Yasmine Chami (1966-), Réda Dalil (1978-), Leïla Slimani (1981-), Maria Guessous...

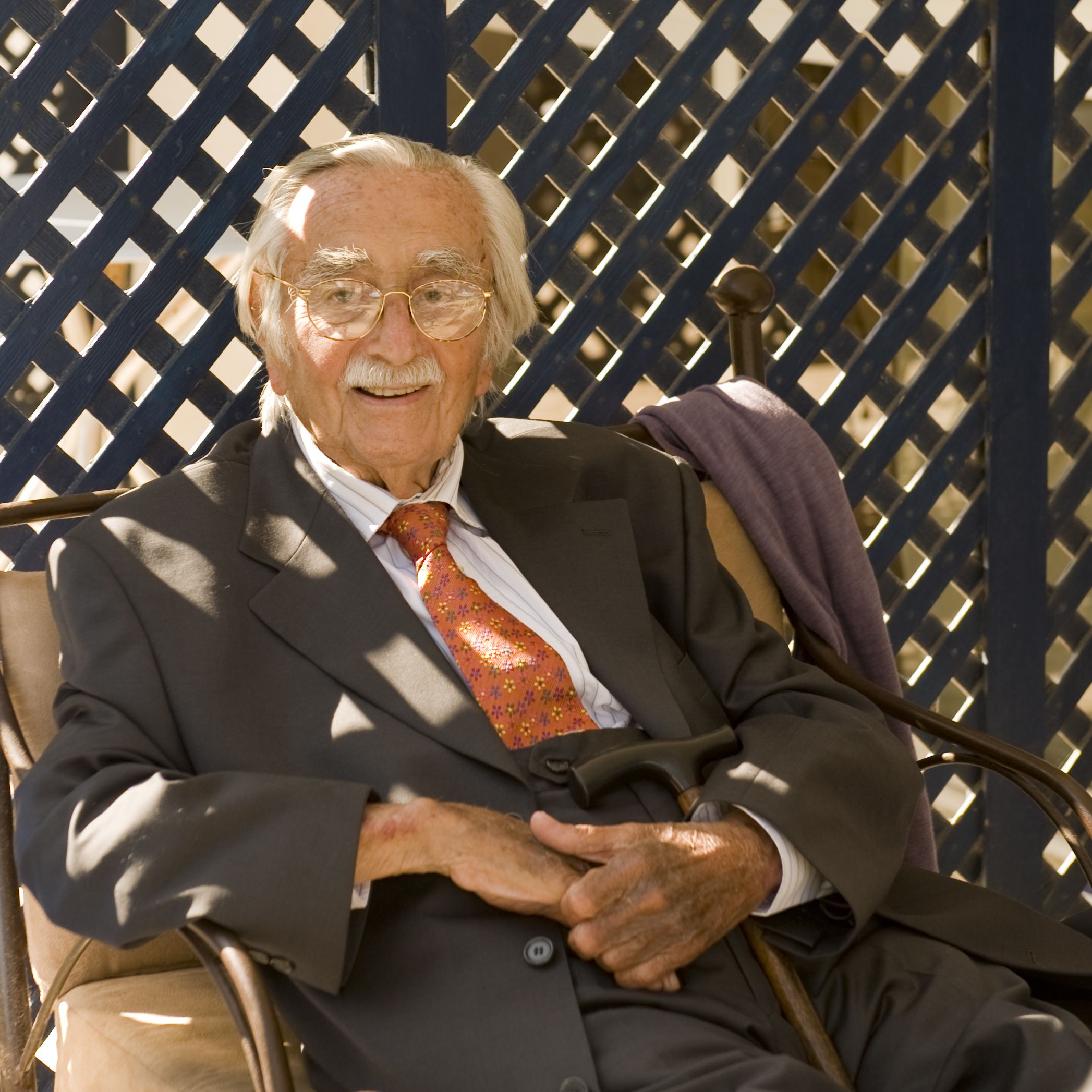
Edmond Amran El Maleh
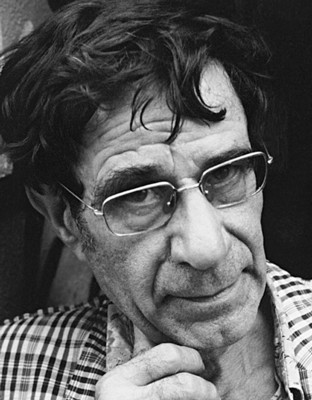
Driss Chraïbi
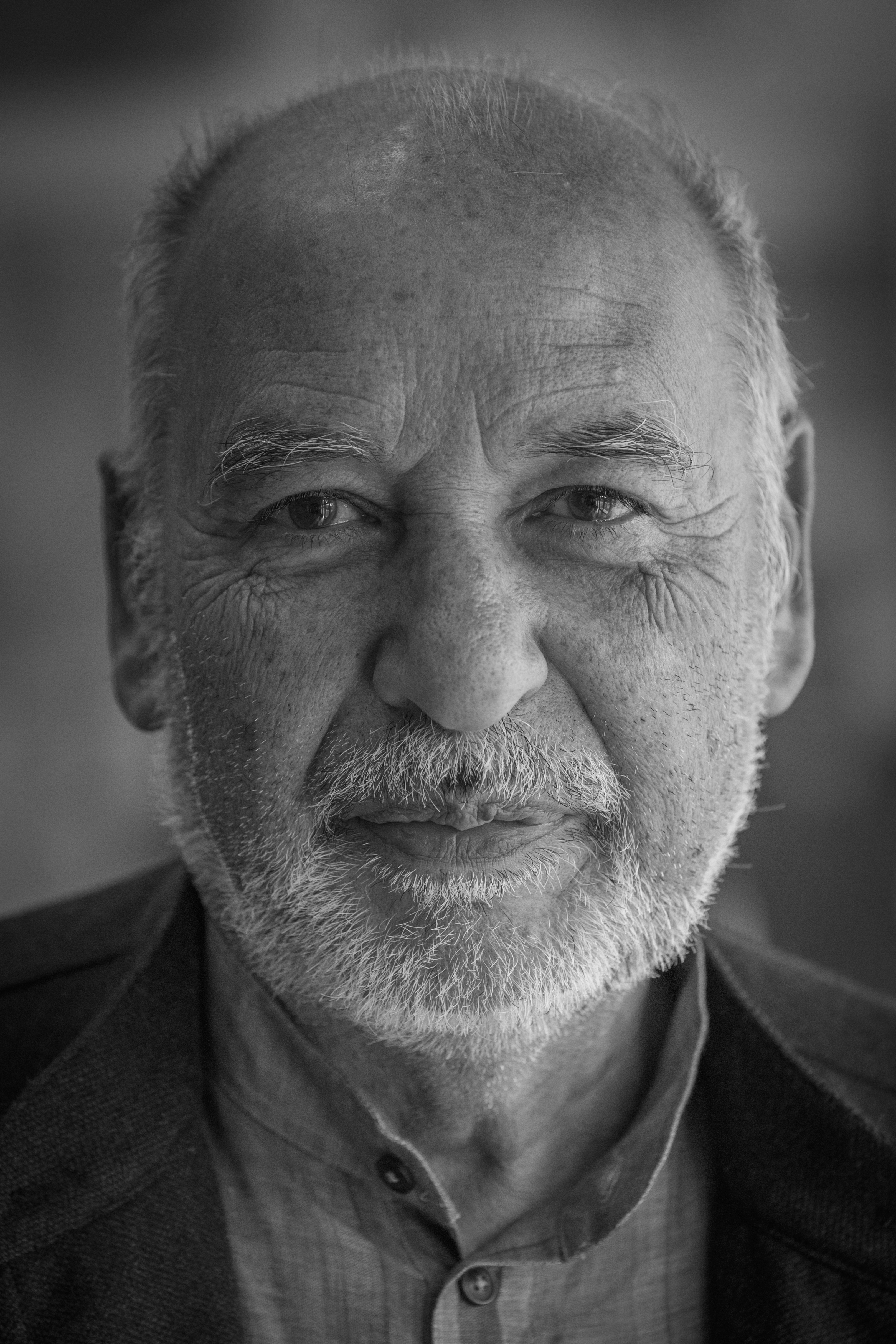
Tahar Ben Jelloun
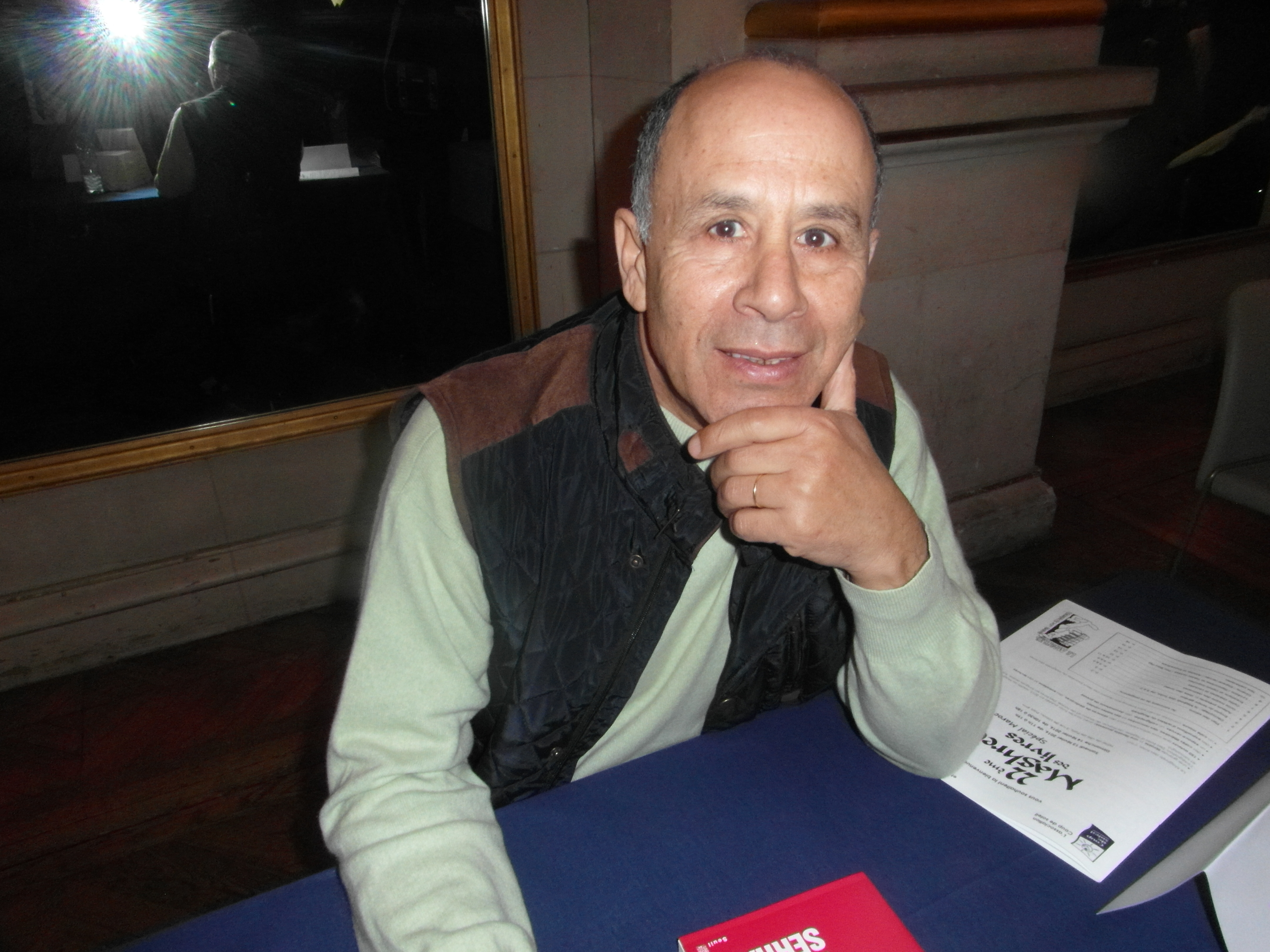
Abdelhak Serhane
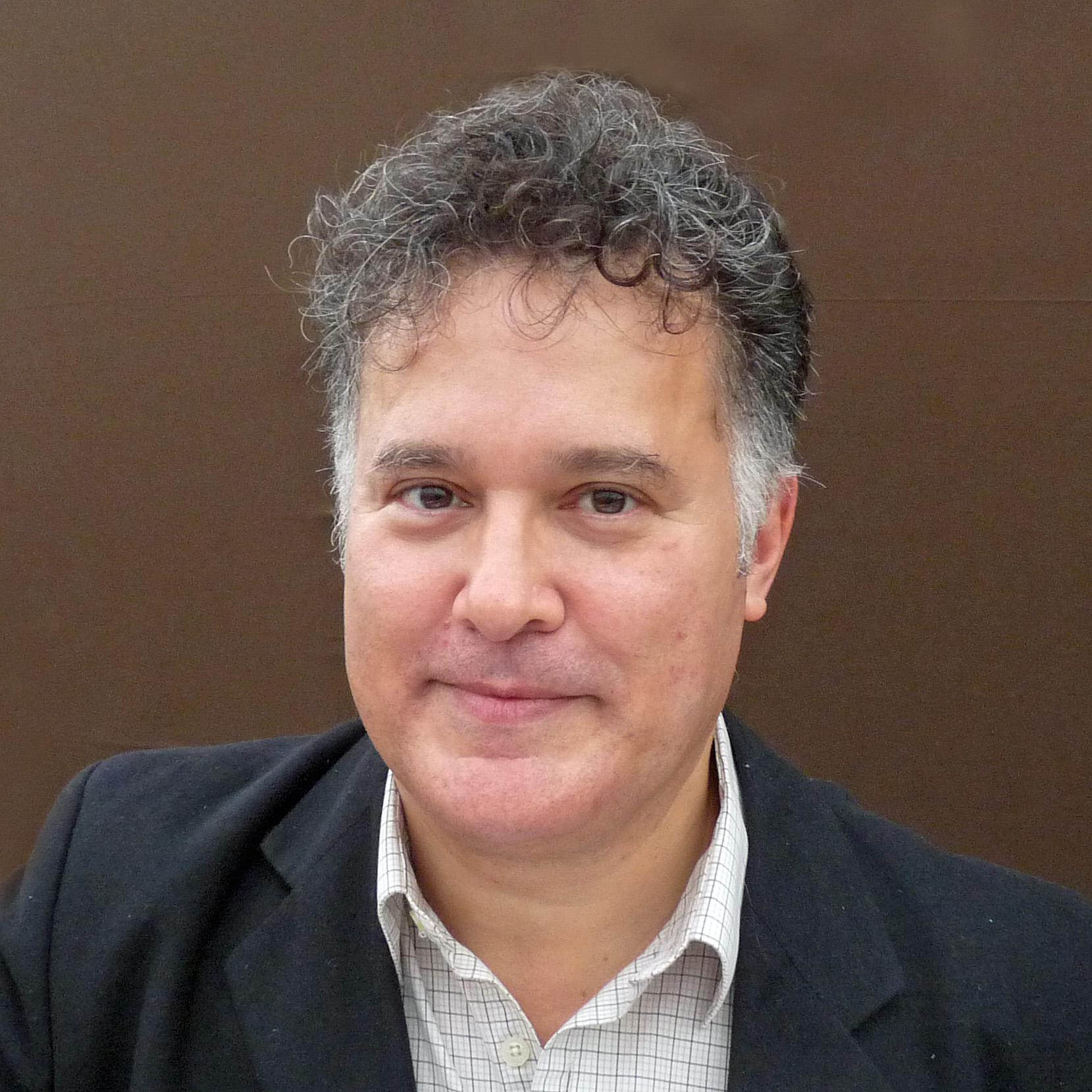
Fouad Laroui

#### Poésie

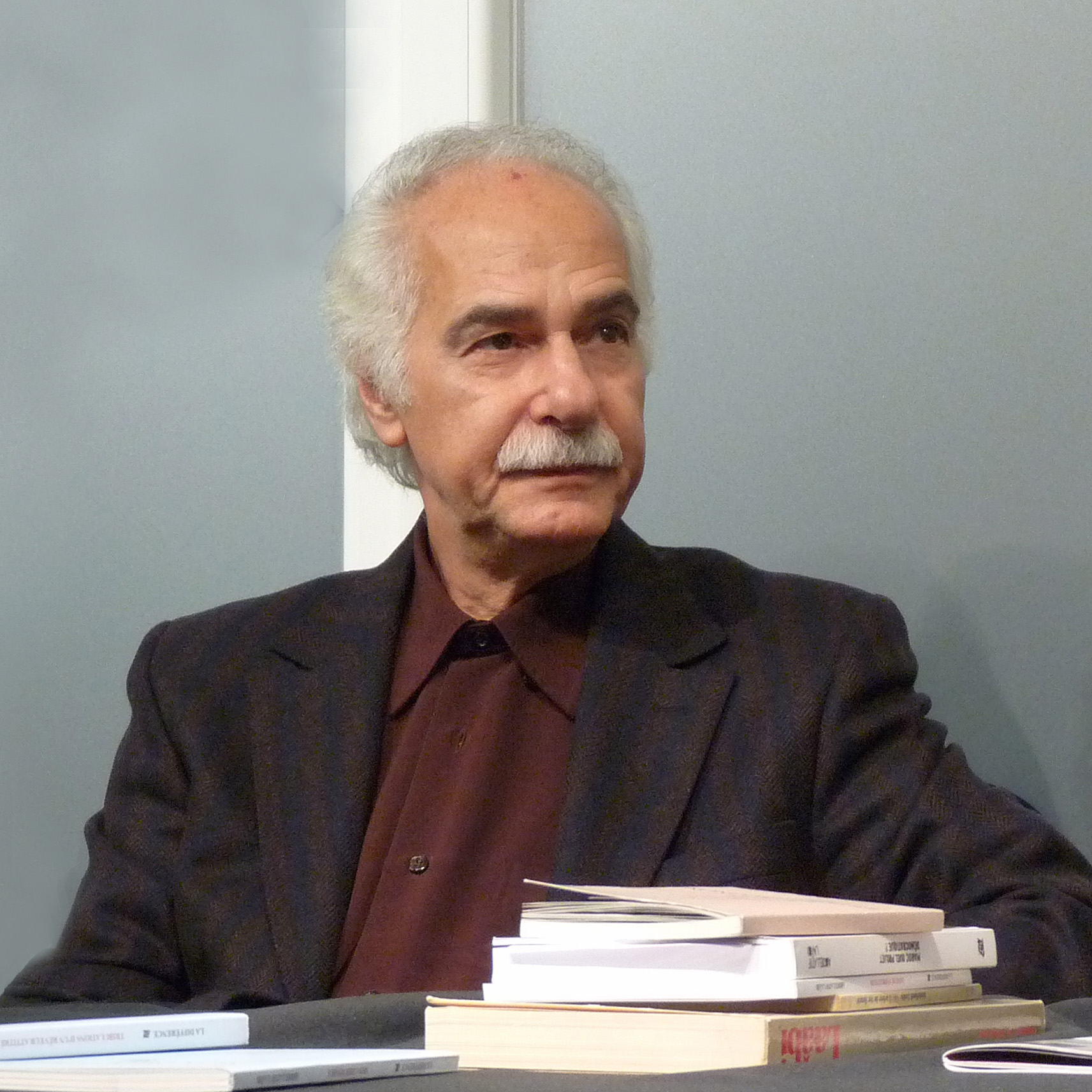
A la fois engagée et personnelle, la poésie d'Abdellatif Laâbi s'inscrit dans une démarche littéraire ouverte au pluralisme linguistique et attachée à la souveraineté culturelle

Les deux premiers recueils de poèmes marocains de langue française sont le fruit d'Isaac D. Knafo, publiés en 1951 : Maroquineries et Fugitives. En 1964, Mohammed Khaïr-Eddine (1941-1995) et Mostafa Nissaboury (1943-) lancent le manifeste et mouvement « Poésie toute », à partir duquel le genre s'affirme dans le paysage littéraire. En réaction contre le conservatisme, les poètes dérogent aux normes stylistiques et à la bienséance, comme l'illustrent Nausée noire de Khaïr-Eddine, Race d'Abdellatif Laâbi en 1967.
Le désarroi, la colère ou la désolation sont des thèmes courants dans la poésie des années 1970 et 1980. Ainsi, Tahar Ben Jelloun clame les souffrances des Palestiniens dans Les amandiers sont morts de leurs blessures en 1976 ; Mostafa Nissaboury évoque son déracinement et son vide intérieur dans Mille et deuxième nuit et Mohamed Loakira (1945-) partage le déchirement de l’exil dans l’Œil ébréché. Chez ce dernier, la mise en doute de la parole poétique est mise en parallèle avec les tribulations du poète en quête de sens, comme en témoigne le récit et l'énonciation de ses recueils Contre-jour et Confidence d'automne. 
L'errance et l'évocation du passé traversent bien d'autres recueils, comme Safari au sud d'une mémoire de Nourreddine Bousfiha (1948-), ou D'un Soleil réticent, de Zaghloul Morsy (1933-), tous deux publiés en 1980 .

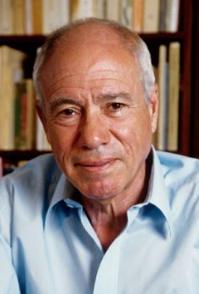
Zaghloul Morsy
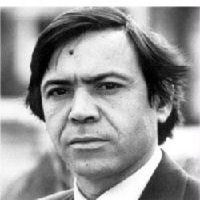
Mohammed Khaïr-Eddine

#### Théâtre
Le théâtre marocain d'expression française est, au moins jusque dans les années 1990, relativement peu dynamique. De 1945 à 1989, dix pièces sont publiées. En 1979, Abdelkébir Khatibi relate l'histoire d'un faux prophète dans Le Prophète voilé, mettant en scène la vie d'Al-Muqanna. En 1983, Saïd Hamadi (?) publie Corde autour du silence, dans lequel il traite de la solitude de l'exil. La critique de la corruption motive l'écriture de la Fiancée de l’eau de Tahar Ben Jellon tandis que le Baptême chacaliste d'Abdellatif Laâbi se veut une incursion gargantuesque dans l'univers théâtral.

### Tunisie
- Écrivains tunisiens francophones

#### Romans

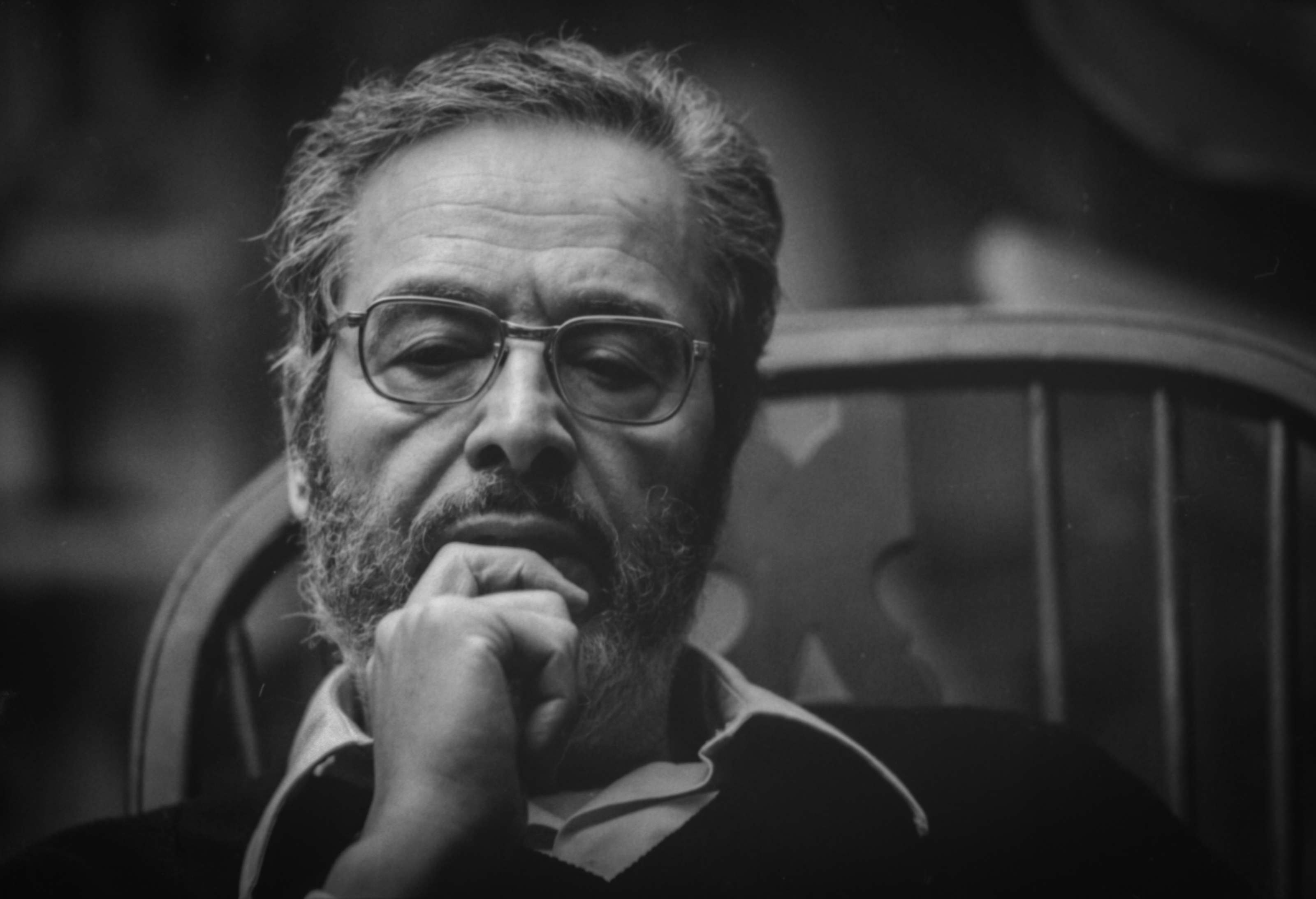
Habitant l'impasse Tarfoune, à Tunis, Albert Memmi donne une résonance littéraire internationale à sa ville natale dans La statue de sel.

De manière similaire au Maroc, si l'établissement d'un protectorat en 1881 ne s'accompagne pas d'une politique de francisation, elle incite les classes sociales favorisées et les personnes souhaitant entrer dans l'administration à apprendre la langue française. Avant le traité du Bardo, le collège Sadiki favorisait déjà l'enseignement de trois langues étrangères, dont celle de Molière. À partir de 1919, la littérature judéo-arabe de langue française se remarque par des recueils de nouvelles, avec Les veillées de la Hafsia de Jacques-Victor Lévy, représentant le quartier juif de Tunis, ou en 1923 le Bled de lumière de César Benattar, inspiré par les coutumes judéo-tunisiennes . Ryvel illustre cette veine réaliste, alors répandue dans les écrivains de sa communauté, avec ses romans qui dépeignent la vie dans le ghetto et la vie éprouvante de ses compatriotes.
En 1953, Albert Memmi rompt avec les traditions de sa communauté d'origine comme avec la société coloniale dans son roman autobiographique, La statue de sel, où il se révolte contre les oppressions. Il continue à interroger ses racines, la quête de soi dans la suite de son œuvre. En 1961, Hachemi Baccouche détonne en publiant un roman historique, La dame de Cathage, où l'action se situe au XVIe siècle.
Dans les années 1970, Mustapha Tlili met en scène des Maghrébins occidentalisés rongés par le mal-être, tandis qu'Abdelwahab Meddeb questionne la mémoire et l'identité avec  Talismano en 1979. L'aspiration à la modernité atténuée par une certaine nostalgie caractérise l’écriture romanesque de Hélé Béji dans L'Œil du jour, paru en 1985.
La diversification des sujets s'accroît à la fin des années 1980 : Hafedh Djedidi et Guy Croissant traitent du métissage culturel et conjugal dans Chassées-croisés, Fawzi Mellah déploie sa verve satirique avec Le conclave des pleureuses en 1987, qui tourne en dérision le regret d'un passé révolu, et Elissa, la reine vagabonde, réécrivant l'histoire de Didon.
Au XXIe siècle, une nouvelle génération de romanciers prend la relève et se préoccupe de la réalité du pays, de ses changements profonds, notamment au lendemain de la révolution tunisienne. Yamen Manaï dresse dans L'Amas ardent en 2017 le portrait d'une Tunisie en pleines mutations politiques et sociales à travers une fable moderne qui dénonce le fanatisme et appelle à la solidarité. Wafa Ghorbel met à nu les travers de la société tunisienne contemporaine, à la fois moderne et traditionaliste, explore le déchirement identitaire situé au cœur de ses romans Le Jasmin noir en 2016 et Le Tango de la déesse des dunes en 2017 et propose l'art, et essentiellement la musique (chantée, jouée ou dansée)  comme espace de réconciliation avec soi et avec le monde. Sami Mokaddem, quant à lui, s'intéresse à l'histoire et à la mythologie carthaginoises dans ses thrillers historiques pour réconcilier les jeunes avec un pan important de leur identité.

#### Poésie
De la fin du XIXe siècle aux années 1930, la poésie tunisienne de langue française, illustrée par Mustapha Kurda et Ahmed Chergui par exemple, tend à imiter les modèles littéraires de la France dans la forme et à évoquer des paysages ou des sentiments imprégnés d'orientalisme.

#### Théâtre
De même que pour le Maroc, le théâtre tunisien francophone est peu représenté dans la seconde moitié du XXe siècle, avec 6 pièces publiées entre 1945 et 1989. 
Mahmoud Aslan se remarque par son rôle pionnier, avec Entre deux mondes (1932), qui traite du déchirement identitaire entre Orient et Occident. 
Hachemi Baccouche décrit la persistance de réflexes coloniaux dans un pays récemment libre avec Baudruche (1959), tandis que Fawzi Mellah s'attaque au paternalisme néocolonial dans Néron ou les oiseaux de passage (1973).